# Ismert Űr
Az Ismert Űr Larry Niven számos science fiction-történetének együttese. Általánosságban ez azon csillagoknak és bolygóknak emberek által elnevezett, Föld-közeli együttese (nagyjából 60 fényév sugarú körben), amelyet az itt játszódó könyvekben felfedeztek és benépesítettek. Az Ismert Űr történetek körülbelül ezer évnyi történelmet ölelnek fel, a Naprendszeren belüli első ember általi felfedezőutaktól a legközelebbi csillagrendszerek benépesítéséig (miközben milliárd évekkel korábbi eseményekre is tesznek utalásokat).

## Áttekintés
|  | Alább a cselekmény részletei következnek! |

### Fajok
Az űr felfedezése során az emberiség számos intelligens idegen fajjal találkozik, többek között az alábbiakkal.
- A Kzinek, ellenséges óriás macskaszerű idegenek, akikkel az emberiség számos kegyetlen háborút vívott, legtöbbször háttércselekményként egészen az Ember-Kzin Háborúk novellagyűjtemény megjelenéséig (a történetek többsége más szerzők műve).
- A Pierson Bábosok, egy technológiailag fejlett faj, háromlábú, kétfejű, hordában élő állatokból fejlődtek ki, gyávaságukról ismertek.
- A Kívülállók, törékeny alacsony hőmérsékleten élő idegenek, akik a mélyűrt járják, információval kereskednek. Ők ismertették meg az emberiséget a fénynél gyorsabb utazással. Titokzatos kapcsolatban állnak a csillagmagokkal.
- A Pak faj, az emberiség csillagközi rokona, akiknek életciklusa megmagyarázza az emberi öregkor értelmét.
- A Kdatlynók, egy faj, amelyet a Kzinek leigáztak, majd az emberiség felszabadított. A Kdatlynók radarral "látnak", és olyan szobrokat készítenek, melyeket a Kdatlynók "láthatnak", az emberek tapinthatnak, a bábosok ízlelhetnek.
- A Thrintek, egy rég kihalt faj, amely egykor telepatikus irányítással uralta a galaxist.
- A Grogok, helyhez kötött szőrös kúpok, melyek képesek az állatokat telepátiával irányítani. A Grogokról kiderült, hogy a Thrint faj mutálódott túlélői.
- A Tnuctipok, a Thrintek génmérnökei.
- A Bandersnatchi, hatalmas csigaszerű teremtmények, akiket a Tnuctipok alkottak élelemforrásként a Thrintek számára.
- A Trinokok, akiket három szemük után neveztek el; szintén három az ujjaik száma, szájszervük háromszög alakú stb.
- A Marsiak, primitív humanoidok, akik a homok alatt éltek. A közelmúltban haltak ki, egyedüli képviselőik a Gyűrűvilág Mars-térképén élnek.
- A Jotokik, értelmes polipformájú lények, melyek öt nem értelmes angolnaszerű életforma összekapcsolódásából keletkeztek. Egy csillagközi birodalom korábbi vezetői, a Kzineket testőrökként tartották, ám azok fellázadtak, és a Jotoki technológiát felhasználva megalapították saját birodalmukat.
- Az Átkelők, más dimenziókból származó lények, akik az univerzumot kozmikus "húrokon" keresztül szemlélik, de belépni képtelenek (nem szerves része az "Ismert Űrnek").
- A Morlockok, félintelligens humanoid barlanglakók Wunderlandon. Az "Időgép" teremtményei után kapták nevüket.

Néhány történetben szerepelnek még intelligens cetfélék és a Homo sapiens faj számos oldalága is.
Az Ismert Űr legtöbb életformája hasonló biokémián alapul, mivel mind a Thrintek által fehérjeforrás céljából "bevetett", korábban terméketlen világokon fejlődtek ki.

### Helyszínek
Az Ismert Űr univerzum egy lenyűgöző és érdekes aspektusa, hogy az emberek által lakott világok legtöbbje kevésbé alkalmas lakóhely a Homo sapiens számára. A bolygókat "buta" robotszondák mérték fel és jelentették emberi életre alkalmasnak. Ezeket a szondákat álomhajók követték, ezek utasainak kellett a legjobbat kihozni egy rossz helyzetből.
- Leszállás a Grogok anyavilága, arról a lökhajóról ismert, amely örökös pályán kering a bolygó körül, célja elpusztítani a Grog populációt, ha fenyegető módon lépnének fel az emberiséggel szemben.
- Fafnir, korábban Kzin kolónia, szinte teljesen vízzel borított bolygó, melyet az emberek hódítottak el az Emberek-Kzin háborúk során.
- A Világflotta a bábosok öt honi bolygója, melyeket jelenleg Kemplerer-rozettába formálva a fényéhez közeli sebességgel mozgatnak kifelé a galaxisból, hogy elkerüljék a galaxis magjának robbanásából származó energia-lökéshullámot.
- Otthon egyike volt a Föld legtávolabbi kolóniáinak, a Pakokkal vívott háború kipusztította, a későbbi századok során újra benépesült.
- Jinx, A Szíriusz egyik gázóriásának hatalmas holdja. Az árapály-erők tojás formájúvá alakították, a felszíni gravitáció az emberi tűréshatár közelében van. A pólusokon vákuum, az egyenlítői területeken (mely a Bandersnatchik élőhelye) Vénusz-szerű atmoszféra található. A köztes zónában az atmoszféra belélegezhető az ember számára. Jinx sarkvidékén vákuumtechnológiás ipari központok vannak
- A Koboldot Jack Brennan, egy emberi Protektor hozta létre. Egy kis középponti gömbből és körülötte egy nagyobb tóruszból állt. Gravitáció-generátorok segítették a közlekedést a két rész között. A Pak háború során megsemmisült.
- Mars, Naprendszerünk negyedik bolygója, az Ismert Űr első kolóniája. Az őslakos Marsiakaz a Brennan-szörny irtotta ki, hogy megvédje a betelepülő embereket.
- A Tau Ceti rendszerbeli Fennsík egy Vénusz-szerű bolygó, melyen az egyetlen lakható hely az Odasüss-hegy, tetején a nagyjából Kalifornia méretű Fennsíkkal. Ez elég magasra emelkedik ki az atmoszférából. Lakói a "hegylakók", kasztrendszerben éltek, az uralkodó osztály a "legénység", az alárendeltek a "telepesek", attól függően, hogy őseik az alvóhajó pilótái vagy az utasai közül kerültek ki. A legénység az uralkodó osztály. Az első telepesek aláírták a Leszállási Egyezséget, beleegyezve abba, hogy ez a status quo a legénység repülés alatti munkájáért járó elismerés. A kényszert, amely alatt az Egyezséget aláírták, az uralkodó osztály titokban tartotta a későbbi generációk előtt. Ezt a rendszert az "Ajándék a Földtől" eseményei változtatták meg.
- Gyűrűvilág, a Földnél milliószor nagyobb mesterséges világ, egy hatalmas, a napja körül forgó, egymillió mérföld széles, 180 millió mérföld átmérőjű gyűrű.
- Behúzott karom, egy bolygó, melyet az Angyalbögyörő nevű űrhajó utasai és Kzin telepaták népesítettek be.
- Robbanófej, egy lakhatatlan, Mars-szerű világ volt, melyet a Kzinek használtak katonai előőrsként, egészen addig, míg egy kísérleti fegyver egy hosszú, több ezer méter mély, de keskeny kanyont vágott a bolygó kérgébe. A bolygó légkörének nagy része a mesterséges mélyedésbe gyűlt, így belélegezhető atmoszférát hozva létre. A bolygót ekkor Kanyonra keresztelték át, és az emberek egy a kráter falára épített várost hoztak létre.
- Megcsináltuk, a Procyon körül kering, nevét onnan kapta, hogy az első alvóhajó leszállás közben lezuhant. A bolygó tengelye a napja felé mutat, így rettenetes erejű szelek pusztítanak rajta fél helyi évig, az embereket föld alatti életre kényszerítve. A helyieket "hajótörötteknek" nevezik, és általában igen magas albínók.
- Wunderland az Alfa Centauri körül keringő lakható bolygó, a legkorábbi Naprendszerek kívül emberi kolónia az Ismert Űr történetében.

Az kisbolygóöveket általában erősen benépesítik az Ismert Űrben. A Naprendszerben Öv, az Alfa Centaurin Kígyóraj a neve.

### Technológiák
A történetek feltételeznek néhány találmányt, melyek kulcsszerepet játszanak.
Az univerzum idővonalában korábban játszódó történetek bevezetik az alábbi technológiákat: Bussard lökhajó, szervátültetés (melynek folyománya a szervlopás), hiperhajtás, Általános Termékek hajótest (elpusztíthatatlan űrhajók), sztázismező, teleportálás (ugrófülkék és lépőkorongok), serkfűszer (az életkor és az egészség meghosszabbítása), tasp (az agy gyönyörközpontjának távoli ingerlése).

### ARM
Az ARM az Egyesült Nemzetek fegyveres testülete. Fennhatóságuk a Föld-Hold rendszerre korlátozódik. Más rendszereknek saját milíciája van. ARM=Alkalmazott Regionális Milícia.

## Játszótér
Niven "játszótérként" jellemezte fikcióját, ezzel is töprengésre és továbbgondolkodásra bátorítva rajongóit a leírt eseményekkel kapcsolatban. Viták folytak például arról, ki is építette a Gyűrűvilágot (A Pak protektorok és a Kívülállók voltak a hagyományos kedvencek, de egy lehetséges válaszért lásd a Gyűrűvilág gyermekeit), és mi történt a Tnuctipokkal.